# Lactobacillus plantarum K21
Lactobacillus plantarum ceppo K21 è un batterio gram-positivo isolato dalla verdura fermentata localmente. Ha la capacità di idrolizzare quando è fornito come supplemento. K21 riduce anche i livelli di colesterolo e trigliceride e inibisce l'accumulo di lipidi in 3T3-L1.
Inoltre riduce il livello di plasma leptina, attenua il danno epatico e allevia l'intolleranza al glucosio. Infine K21 inibisce l'aumento di peso corporeo e l'accumulo di massa grassa. 